# Bertil Skanse
Anders Bertil Skanse, född den 25 augusti 1909 i Skärhamn, Stenkyrka församling, nuvarande Tjörns kommun, Västra Götalands län, död där 26 februari 2009, var en svensk skeppsredare.
Han var son till skepparen Axel Skanse och Augusta Christiansson. Efter sjökaptensexamen 1934 var han först styrman på fartyg tillhörande i Uddeholms AB men etablerade 1937 egen verksamhet som befälhavare på ett fartyg under företaget med "Rederiaktiebolaget Bertil Skanse & Co." Denna verksamhet fick ett avbrott  1951, då han var direktör i Marstrands rederi AB, som drev med tiden allt mindre lönsam passagerartrafik längs Bohuskusten, men återupptogs året efter. Från 1965 var Skanse enbart VD  i den egna firman. Skanse ägde vidare en skeppshandel i Skärhamn samt hade förtroendeuppdrag i Sveriges Redareförening och i lokala sjöfartsorganisationer.
Bertil Skanse var från 1938  gift med Gunhild Pettersson (1913–2013), dotter till skepparen Anders Pettersson och Maria Johansson. De hade två barn. Han är jämte sin hustru gravsatt på Stenkyrka kyrkogård på Tjörn.